# Bahnstrecke Breitengüßbach–Maroldsweisach
| |                      |                                  |                                  |
| Streckennummer (DB): | 5104                 |                                  |                                  |
| Kursbuchstrecke (DB): | 826                  |                                  |                                  |
| Kursbuchstrecke: | 414r (1946)          |                                  |                                  |
| Streckenlänge: | 33,8 km              |                                  |                                  |
| Spurweite: | 1435 mm (Normalspur) |                                  |                                  |
| Maximale Neigung: | 19,2 ‰               |                                  |                                  |
| Minimaler Radius: | 300 m                |                                  |                                  |
| Streckengeschwindigkeit: | 60 km/h              |                                  |                                  |
| |                      |                                  |                                  |
| \| \| \| von Bamberg \| \| \| \| 0,0 \| Breitengüßbach \| 248,6 m \| \| \| \| nach Hof \| \| \| \| \| A 73 \| \| \| \| 1,7 \| Schuttgleis (1960er Jahre) \| Schuttgleis (1960er Jahre) \| \| \| 1,8 \| Fa. Porzner Kieswerk Baunach \| Fa. Porzner Kieswerk Baunach \| \| \| \| Main (115 m) \| \| \| \| 3,8 \| Baunach \| 240,7 m \| \| \| 4,5 \| Fa. FANAL Gaslager Baunach \| Fa. FANAL Gaslager Baunach \| \| \| 7,8 \| Reckendorf \| 250,5 m \| \| \| 10,3 \| Manndorf (Bedarfshalt) \| 251,3 m \| \| \| 13,4 \| Rentweinsdorf (Bedarfshalt) \| 256,4 m \| \| \| 17,7 \| Ebern (seit 2004) \| 271,0 m \| \| \| 18,3 \| Ebern (bis 2004) \| 265,3 m \| \| \| \| Fa. Kugelfischer / FTE / Valeo \| \| \| \| \| BayWa \| \| \| \| 19,6 \| Eyrichshof \| 267,6 m \| \| \| 22,3 \| Fischbach (b Ebern) \| 279,7 m \| \| \| 25,1 \| Pfarrweisach \| 289,3 m \| \| \| \| BayWa \| \| \| \| \| B 279 \| \| \| \| 27,0 \| Junkersdorf (b Ebern) \| 291,9 m \| \| \| 28,3 \| Pfaffendorf \| 297,6 m \| \| \| \| B 303 \| \| \| \| 30,1 \| Todtenweisach \| 307,5 m \| \| \| 32,2 \| Voccawind \| 319,0 m \| \| \| \| Basaltwerk Voccawind 1900 - 1984 \| \| \| \| \| Basaltwerk Maroldsweisach \| \| \| \| 33,8 \| Maroldsweisach \| 327,2 m \| |                      |                                  |                                  |
| Strecke |                      | von Bamberg                      | von Bamberg                      |
| Bahnhof | 0,0                  | Breitengüßbach                   | 248,6 m                          |
| Abzweig geradeaus und nach rechts |                      | nach Hof                         | nach Hof                         |
| Strecke mit Straßenbrücke |                      | A 73                             | A 73                             |
| Abzweig geradeaus und ehemals nach rechts | 1,7                  | Schuttgleis (1960er Jahre)       | Schuttgleis (1960er Jahre)       |
| Abzweig geradeaus und ehemals nach rechts | 1,8                  | Fa. Porzner Kieswerk Baunach     | Fa. Porzner Kieswerk Baunach     |
| Brücke über Wasserlauf |                      | Main (115 m)                     | Main (115 m)                     |
| Bahnhof | 3,8                  | Baunach                          | 240,7 m                          |
| Abzweig geradeaus und von rechts | 4,5                  | Fa. FANAL Gaslager Baunach       | Fa. FANAL Gaslager Baunach       |
| Haltepunkt / Haltestelle | 7,8                  | Reckendorf                       | 250,5 m                          |
| Haltepunkt / Haltestelle | 10,3                 | Manndorf (Bedarfshalt)           | 251,3 m                          |
| Haltepunkt / Haltestelle | 13,4                 | Rentweinsdorf (Bedarfshalt)      | 256,4 m                          |
| Haltepunkt / Haltestelle Strecke ab hier außer Betrieb | 17,7                 | Ebern (seit 2004)                | 271,0 m                          |
| Bahnhof (Strecke außer Betrieb) | 18,3                 | Ebern (bis 2004)                 | 265,3 m                          |
| Abzweig geradeaus und nach rechts (Strecke außer Betrieb) |                      | Fa. Kugelfischer / FTE / Valeo   | Fa. Kugelfischer / FTE / Valeo   |
| Abzweig geradeaus und nach links (Strecke außer Betrieb) |                      | BayWa                            | BayWa                            |
| Haltepunkt / Haltestelle (Strecke außer Betrieb) | 19,6                 | Eyrichshof                       | 267,6 m                          |
| Haltepunkt / Haltestelle (Strecke außer Betrieb) | 22,3                 | Fischbach (b Ebern)              | 279,7 m                          |
| Haltepunkt / Haltestelle (Strecke außer Betrieb) | 25,1                 | Pfarrweisach                     | 289,3 m                          |
| Abzweig geradeaus und nach rechts (Strecke außer Betrieb) |                      | BayWa                            | BayWa                            |
| Bahnübergang (Strecke außer Betrieb) |                      | B 279                            | B 279                            |
| Haltepunkt / Haltestelle (Strecke außer Betrieb) | 27,0                 | Junkersdorf (b Ebern)            | 291,9 m                          |
| Haltepunkt / Haltestelle (Strecke außer Betrieb) | 28,3                 | Pfaffendorf                      | 297,6 m                          |
| Strecke mit Straßenbrücke (Strecke außer Betrieb) |                      | B 303                            | B 303                            |
| Haltepunkt / Haltestelle (Strecke außer Betrieb) | 30,1                 | Todtenweisach                    | 307,5 m                          |
| Haltepunkt / Haltestelle (Strecke außer Betrieb) | 32,2                 | Voccawind                        | 319,0 m                          |
| Abzweig geradeaus und nach rechts (Strecke außer Betrieb) |                      | Basaltwerk Voccawind 1900 - 1984 | Basaltwerk Voccawind 1900 - 1984 |
| Abzweig geradeaus und nach links (Strecke außer Betrieb) |                      | Basaltwerk Maroldsweisach        | Basaltwerk Maroldsweisach        |
| Kopfbahnhof Streckenende (Strecke außer Betrieb) | 33,8                 | Maroldsweisach                   | 327,2 m                          |

Die Bahnstrecke Breitengüßbach–Maroldsweisach ist eine von der Hauptbahn Bamberg–Hof abzweigende Nebenbahn in Bayern. Sie ist eingleisig und nicht elektrifiziert. Der Personenverkehr zwischen Ebern und Maroldsweisach wurde 1988 eingestellt, zum 31. Dezember 1997 endete dort auch der Güterverkehr. Danach wurde dieser Abschnitt abgebaut.
Die Strecke ist mit maximal 60 km/h befahrbar. An zahlreichen technisch nicht gesicherten Bahnübergängen bestehen Geschwindigkeitseinbrüche auf bis zu 20 km/h.

## Geschichte

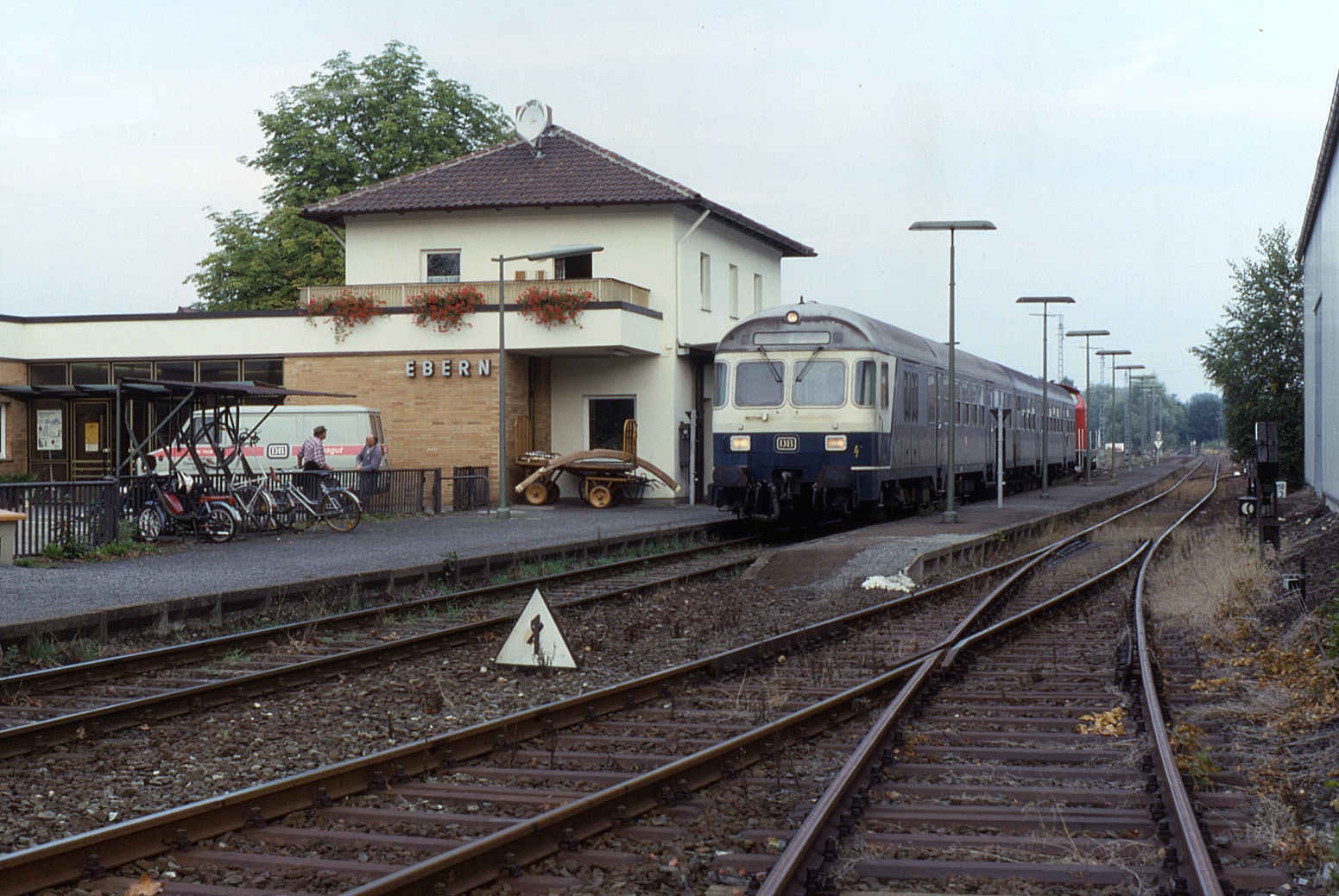
Wendezug der Deutschen Bundesbahn im Bahnhof Ebern, 1991

Am 1. April 1882 erteilte der Bayerische Landtag die Genehmigung zu Planung und Bau der Lokalbahn. Am 24. Oktober 1895 wurde der Abschnitt Breitengüßbach–Ebern in Betrieb genommen, am 26. Oktober 1896 die Verlängerung nach Maroldsweisach. Im Volksmund wurde die Zugverbindung Maro-Express genannt. Schotterwerke in Maroldsweisach und Voccawind sorgten für einen umfangreichen Güterverkehr mit Basaltschotter.
Mitte der 1970er Jahre begann die Deutsche Bundesbahn, vermehrt Verbindungen bereits in Ebern wenden zu lassen. Anfang der 1980er Jahre verkehrte nach Maroldsweisach nur ein Zugpaar (Alibizug), da keine Stilllegungsgenehmigung vorlag. Am 27. Mai 1988 wurde auf der Strecke zwischen Ebern und Maroldsweisach der Personenverkehr eingestellt. Güterverkehr wurde bis zum 21. November 2001 durchgeführt.

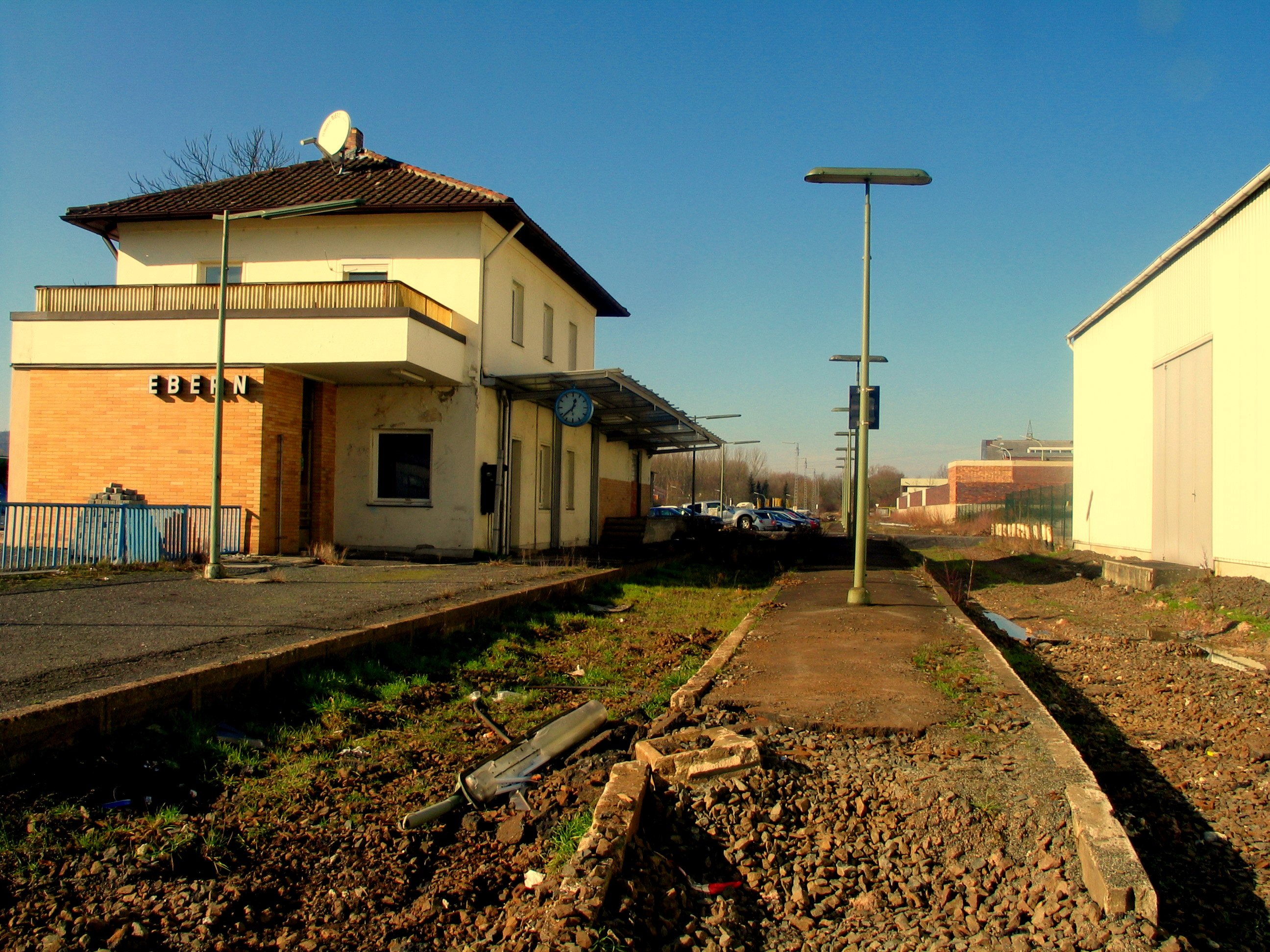
Aufgelassener Bahnhof Ebern, 2007

Im Zuge des Rückbaus der Bahnanlagen, auch denen des noch im Betrieb befindlichen Streckenteils, und der Rückstufung sämtlicher Bahnhöfe zu Haltepunkten wurde zudem der eigentliche Bahnhof von Ebern von der verbliebenen Reststrecke abgetrennt. Als Ersatz wurde südlich des ursprünglichen Bahnhofs ein eingleisiger Haltepunkt errichtet und am 13. September 2004 eröffnet.

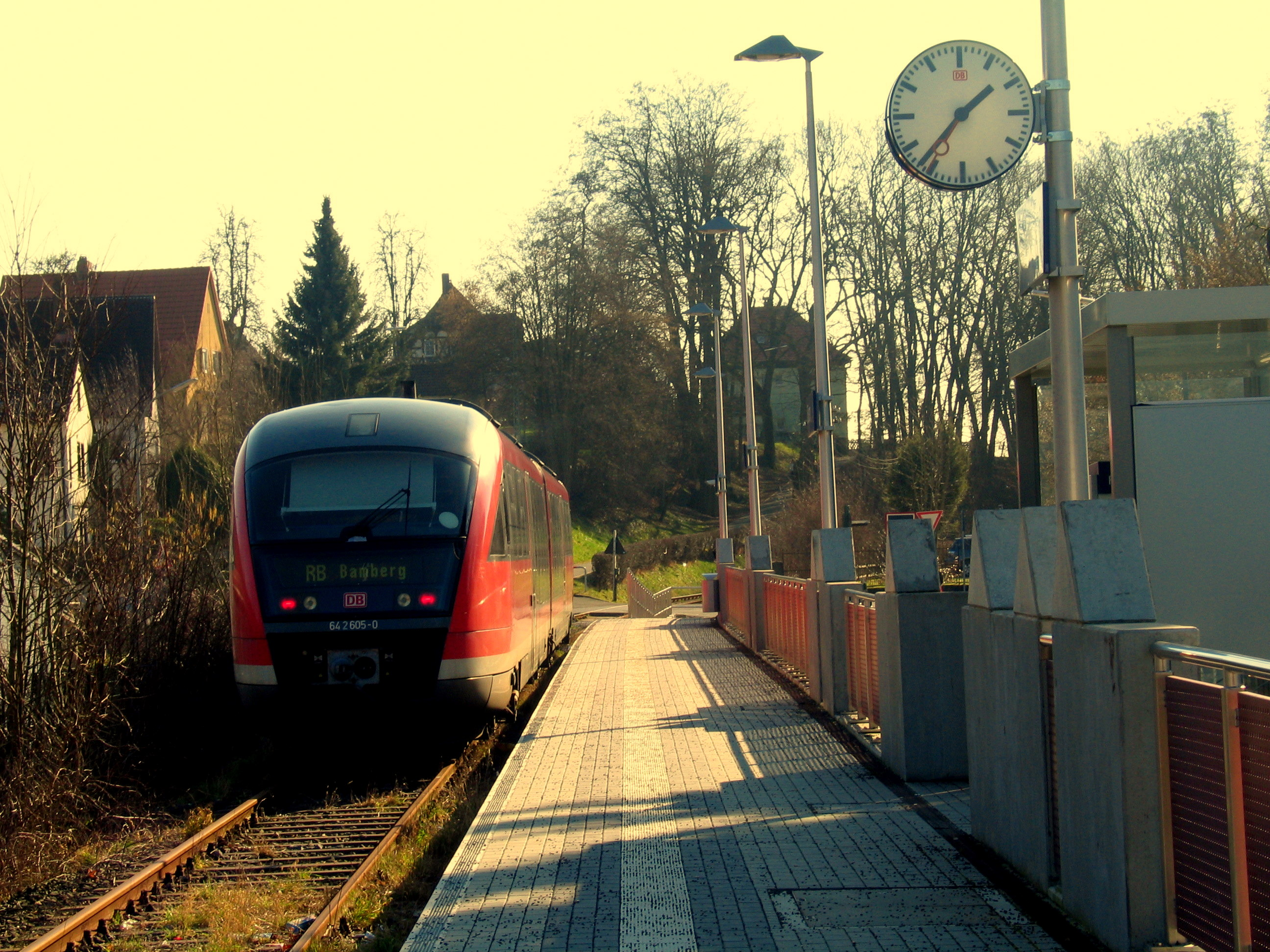
Neuer Haltepunkt Ebern mit Dieseltriebwagen der Baureihe 642 der Deutschen Bahn, 2007

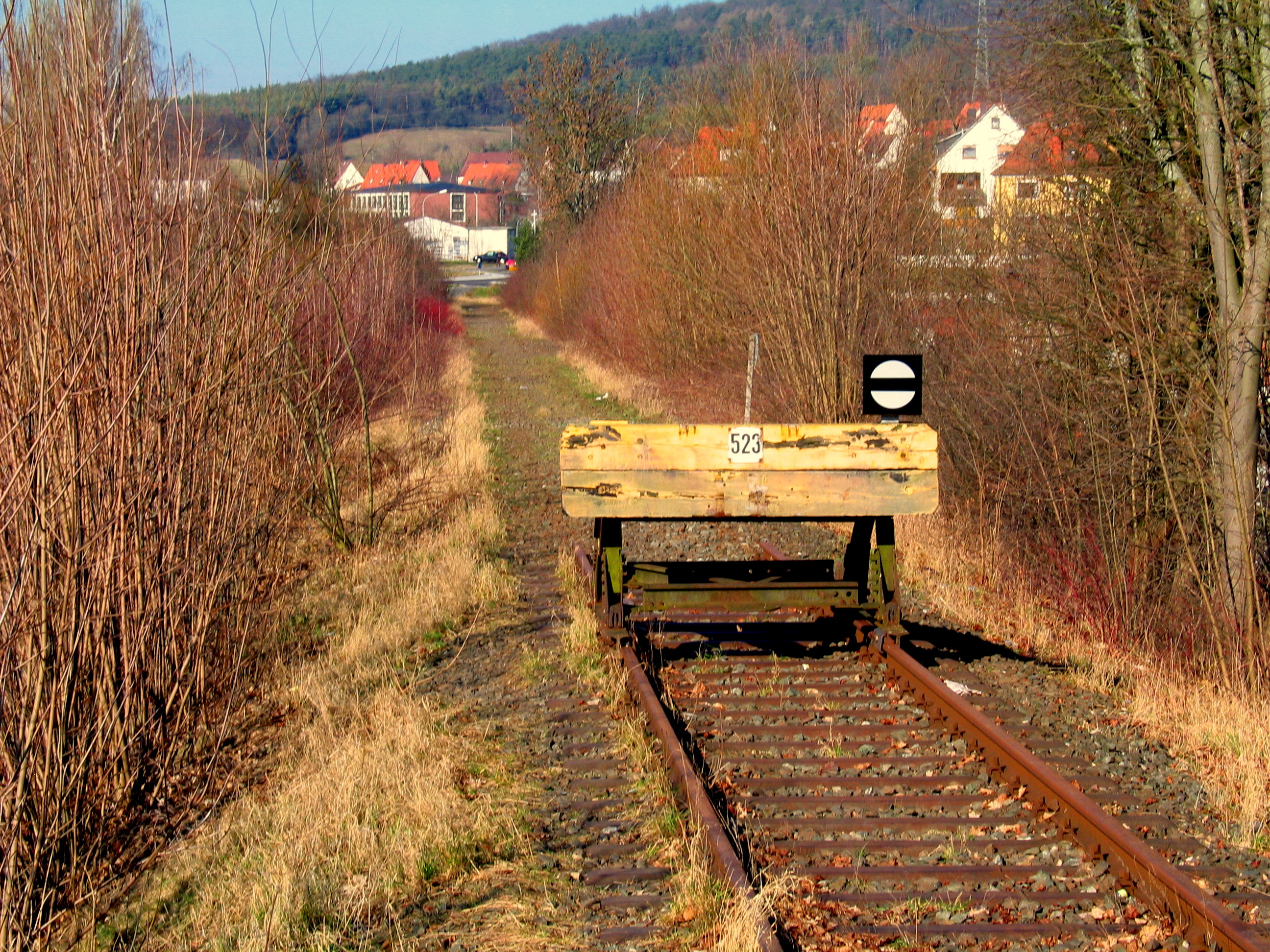
Heutiges Streckenende in Ebern

Seit 2001 fuhren auf der Strecke Triebwagen der Baureihe 642. Zum Fahrplanwechsel im Dezember 2006 verkehrten von Montag bis Freitag zwei bis drei Zugpaare nur ab/bis Breitengüßbach mit Anschluss zu Regionalzügen in Richtung Bamberg oder Lichtenfels, alle anderen Züge fuhren nach wie vor von/bis Bamberg. Dafür wurde werktags von 12 bis 20 Uhr ein 90-Minuten-Takt eingerichtet.
Seit dem 1. Januar 2010 ist die Strecke Teil des Verkehrsverbund Großraum Nürnberg (VGN). Dadurch konnte durch attraktive Fahrpreise ein zusätzliches Argument zur verstärkten Nutzung der Strecke und für ihren Erhalt geschaffen werden.
Ab dem Fahrplanwechsel im Dezember 2010 verkehrten wieder alle Züge – mit Ausnahme einzelner Frühzüge werktags – von/bis Bamberg. Werktags bestand zur Hauptverkehrszeit ein ungefährer 90-Minuten-Takt. Die Fahrzeit Bamberg–Ebern betrug zwischen 33 und 39 Minuten. Eine weitere Taktverdichtung war allerdings nicht möglich, weil auf der eingleisigen Strecke keine Signalanlagen vorhanden sind, die Zugkreuzungen erlauben würden. Ein Ausweichgleis ohne Bahnsteig besteht jedoch in Baunach.
Von Ostern 2011 bis Anfang Juni 2011 wurden sämtliche Gleisanlagen zwischen Ebern und Baunach erneuert, indem Gleisbett und Schienen ausgetauscht worden sind. Gleichzeitig wurde PZB 90 nachgerüstet. Dadurch konnte die Streckenhöchstgeschwindigkeit von 50 km/h auf 60 km/h erhöht werden. Der Stundentakt wurde damit realisiert und seit der Betriebsübernahme des Personenverkehrs durch die agilis-Verkehrsgesellschaft zum 12. Juni 2011 wird die Strecke täglich im Stundentakt bedient.

## Betrieb

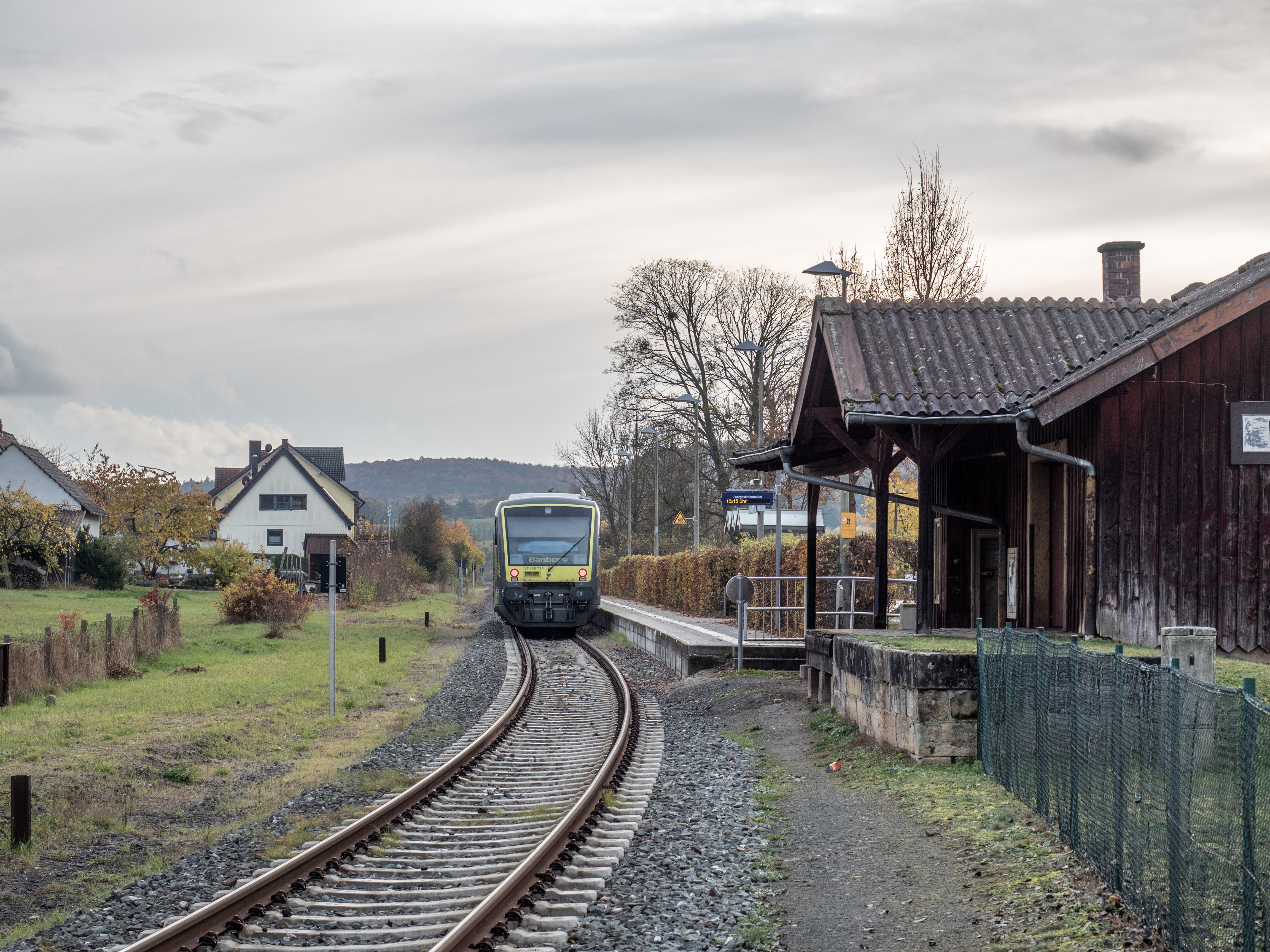
Triebwagen des Typs Regio-Shuttle von agilis in Reckendorf

### Personenverkehr
Die Strecke ist Teil des von der Bayerischen Eisenbahngesellschaft am 8. Februar 2008 ausgeschriebenen Dieselnetz Oberfranken, das ab 12. Juni 2011 mit neuen Fahrzeugen und einem verbesserten Betriebsangebot startete.
Seit dem 12. Juni 2011 wird die Strecke auch am Wochenende im Stundentakt bedient. Die Strecke wird durch die agilis-Verkehrsgesellschaft betrieben und ist Teil der Region „agilis Nord“ (Dieselnetz Oberfranken). Eingesetzt werden Fahrzeuge des Typs Regio-Shuttle.
Durch die Erhöhung der Streckengeschwindigkeit verkürzte sich die Fahrzeit zwischen Ebern und Bamberg um bis zu fünf Minuten. Sie beträgt jetzt zwischen 30 und 32 Minuten. Seit dem Fahrplanwechsel 2011 fährt an Freitagen und Samstagen ein Spätzug gegen 23.30 Uhr ab Ebern nach Bamberg sowie am Samstag und Sonntag gegen 1.00 Uhr wieder zurück.

### Güterverkehr
Im Güterverkehr wird von der Deutschen Bahn das Gaslager in Baunach bedient. Da die Strecke tagsüber durch die getakteten Personenzüge belegt ist, erfolgt die Güterzugfahrt normalerweise in der Betriebspause in der Nacht. Der von einer Lok der Baureihe 294 bespannte aus Bamberg kommende Zug stellt die zum Gaslager zu befördernden Wagen in Baunach ab, bringt die auszutauschenden Wagen aus dem Gaslager ebenfalls nach Baunach und stellt danach die Wagen im Gaslager zu. Danach erfolgt die Rückfahrt mit den vorher in Baunach abgestellten Wagen nach Bamberg.

Stationen in Betrieb
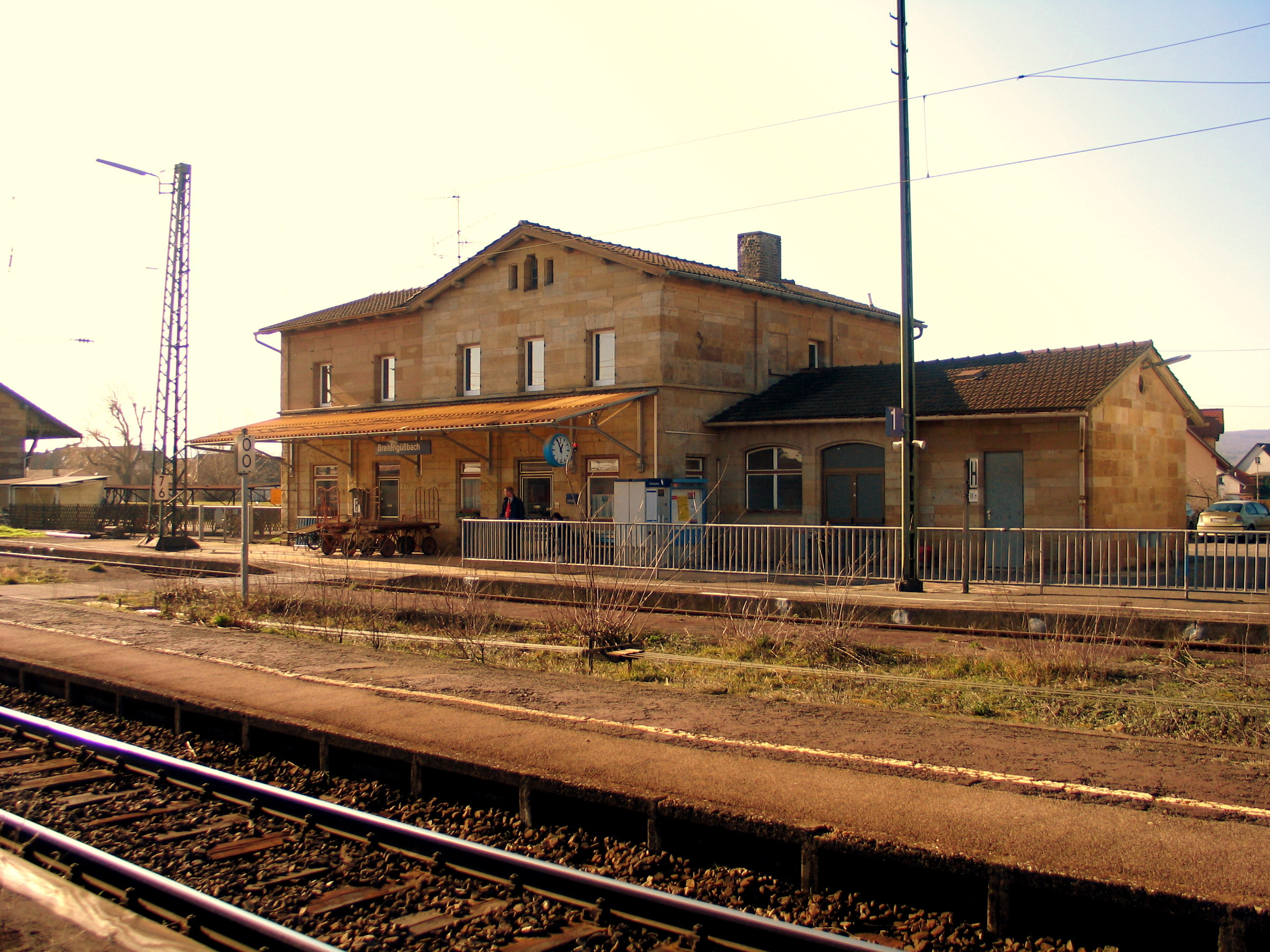
Bahnhof Breitengüßbach
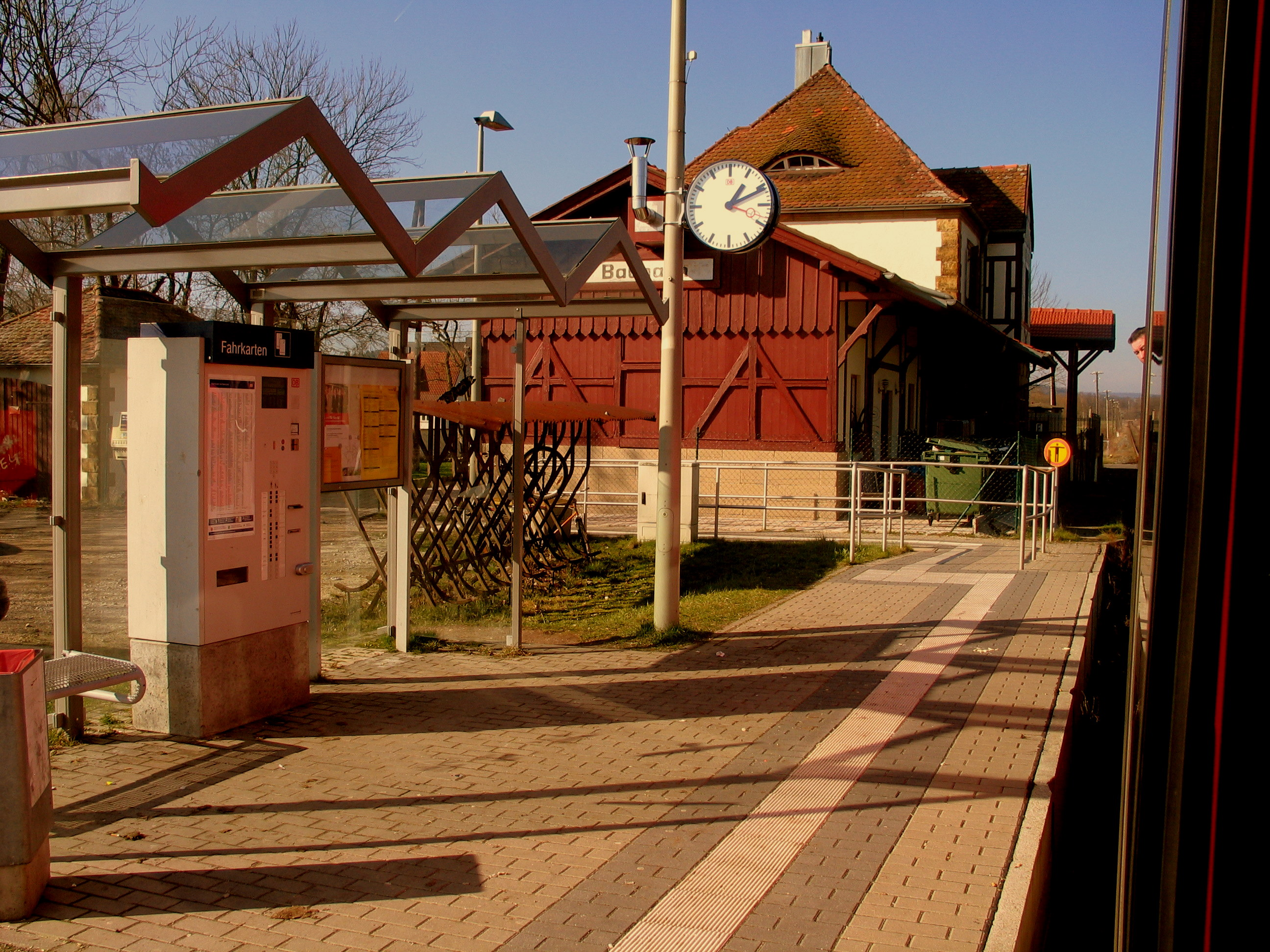
Bahnhof Baunach
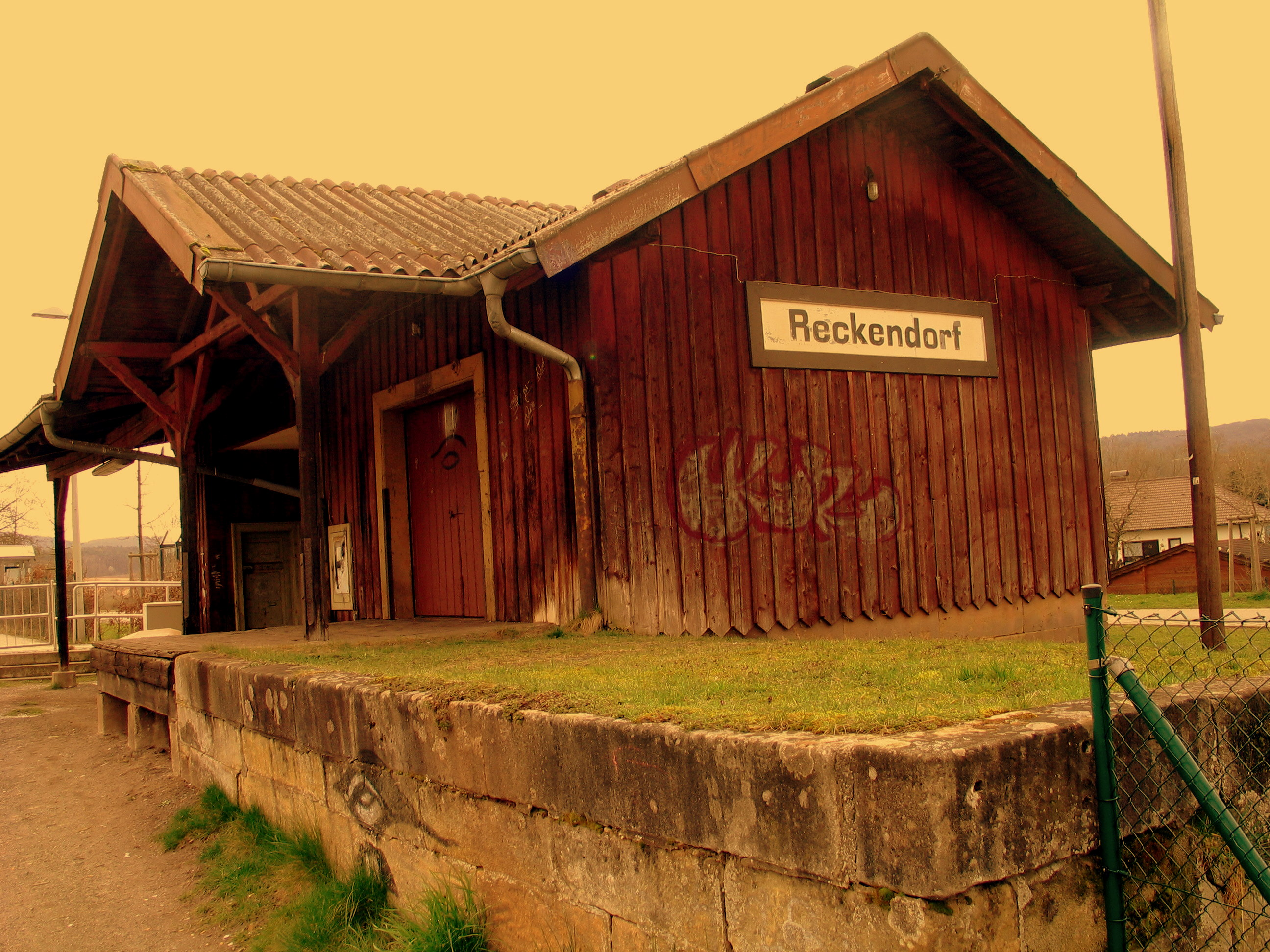
Haltestelle Reckendorf
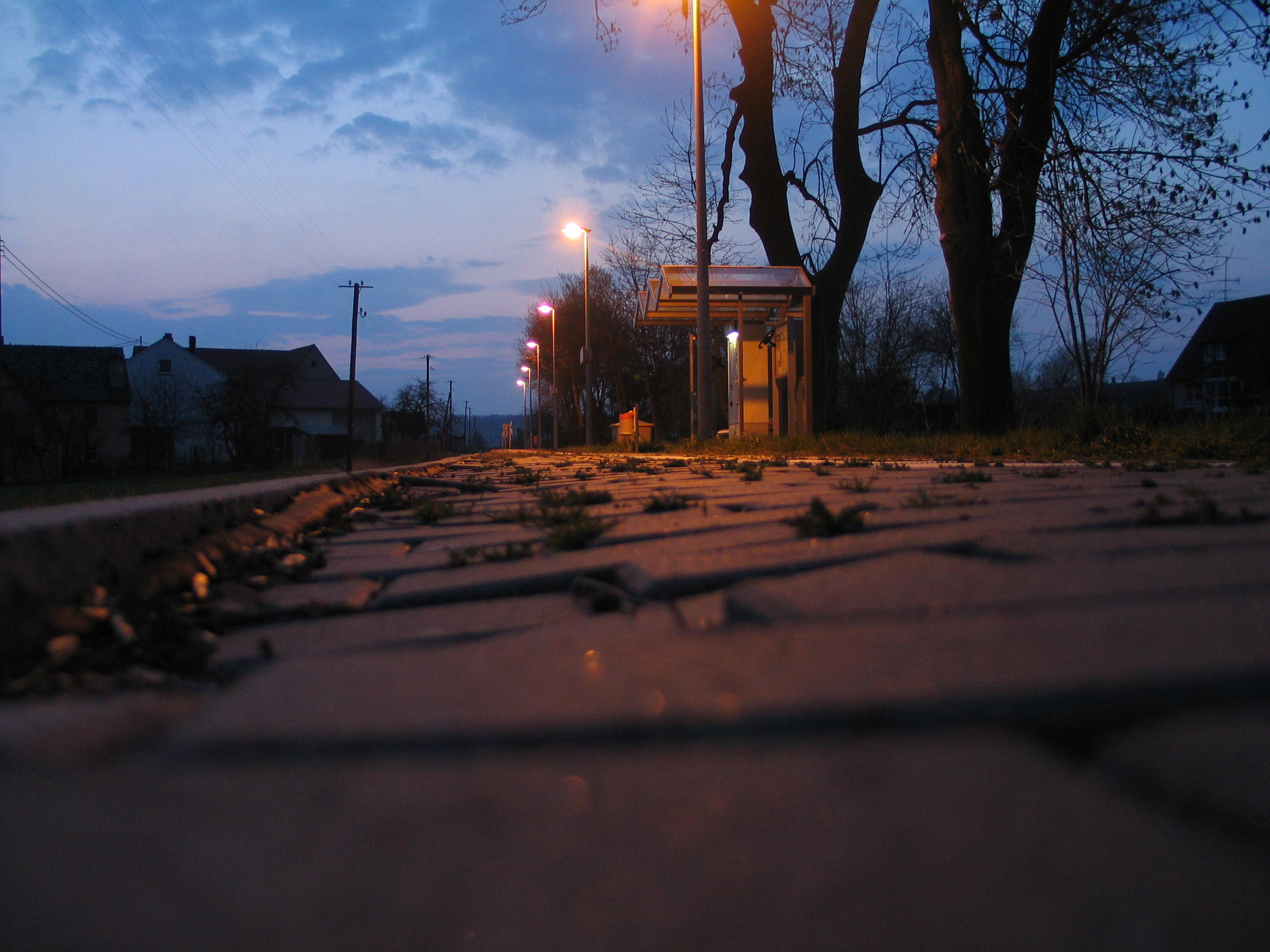
Bedarfshaltestelle Manndorf
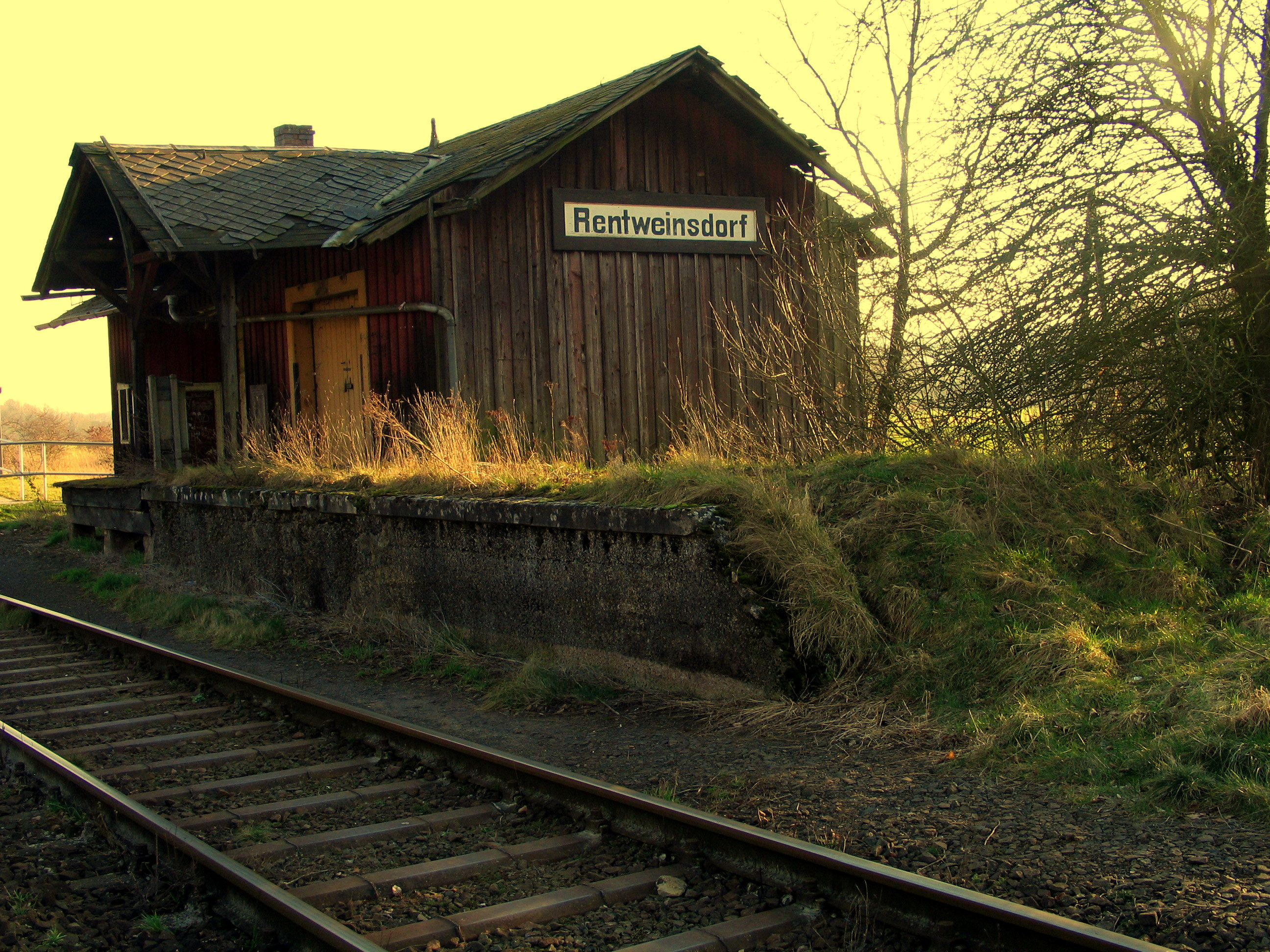
Bedarfshaltestelle Rentweinsdorf

## Zukunft
Eine weitere Erhöhung der Streckengeschwindigkeit auf 80 km/h ist seitens der DB Netz AG mittelfristig angestrebt, jedoch haben bis jetzt dieses Vorhaben einige ungesicherte Bahnübergänge/Privatwege im Gemeindegebiet von Rentweinsdorf verhindert, weil einige Besitzer an der Strecke grenzender Grundstücke nicht auf Gleisübergange verzichten wollten.
Ab Juni 2011 hielt nur jeder zweite Zug am Haltepunkt Rentweinsdorf. agilis begründete dies mit der Realisierung des Stundentakts, da so Zeit gespart würde. Seit dem Fahrplanwechsel im Dezember 2014 hält agilis wieder stündlich in Rentweinsdorf.
Die Haltepunkte Rentweinsdorf und Manndorf sind generelle Bedarfshalte, die nur auf Verlangen bedient werden.
Die sicherheitstechnische Ausstattung einiger Bahnübergange mit Ampelanlagen und Schranken entlang der Bahnstrecke soll in nächster Zeit verwirklicht werden. Der Stadtrat von Ebern, sowie mittlerweile auch der Rentweinsdorfer Gemeinderat, genehmigten die finanzielle Beteiligung an der Sicherung der Bahnübergänge, die im Zuge der Streckensanierung 2011 nicht realisiert werden konnte. Die damit mögliche höhere Geschwindigkeit führt zu kürzeren Fahrzeiten und besseren Anschlussmöglichkeiten am Bamberger Bahnhof. Zur Realisierung des Stundentaktes sind dauerhaft zwei Triebwagen im Einsatz. Durch die Fahrzeit von 30 Minuten (Stand 2015) und vier Minuten Standzeit in Ebern kommt der Triebzug erst nach 64 Minuten in den Bamberger Bahnhof zurück. Durch eine Erhöhung der Geschwindigkeit auf 80 km/h verkürzt sich die Fahrzeit auf 25 Minuten, wodurch das Fahrzeug bereits nach 54 Minuten zurück in Bamberg wäre und somit der Stundentakt mit nur einem Fahrzeug machbar wäre.